# HAPPY BLUES No.1
『HAPPY BLUES No.1』は、2012年12月5日に発売されたシンガーソングライター白井貴子とギタリスト本田清巳のオリジナル・アルバム。

## 概要
映画監督市川徹プロデュースの「町おこCINEMA」シリーズの3本の映画（「万年筆」「桜田門内の変!?」「HAPPY!メディアな人々」）のために書き下ろした挿入曲を収録。「蒼い影」は氷見絆国際映画祭2012で最優秀音楽賞を受賞。

## 収録曲
1. HAPPY BLUES (Guiter Ver)
2. 蒼い影 (オリジナルバージョン)
3. Soul Train
4. 遠い日の幻に聞いた (インストルメンタル)
5. 人生オセロ
6. レモン
7. レモン (マオちゃんのテーマ)
8. 春の嵐
9. 万年筆のテーマ
10. 逃亡
11. Driving Blues
12. Angel Route 415
13. 春の嵐 (インストルメンタル)
14. 蒼い影 (インストルメンタル)
15. HAPPY BLUES